# サム・リーヴィット
サム・リーヴィット（Sam Leavitt、1904年2月6日 - 1984年3月21日）は、アメリカ合衆国の撮影監督である。
スタンリー・クレイマー監督の『手錠のまゝの脱獄』（1958年）でアカデミー撮影賞を受賞した。そのほかに、オットー・プレミンジャー監督の『或る殺人』（1959年）と『栄光への脱出』（1960年）などを手がけている。

## フィルモグラフィー

### 長編映画
- The Thief （1952年）
- 中国決死行 China Venture （1953年）
- Mission Over Korea （1953年）
- スタア誕生 A Star Is Born （1954年）
- カルメン Carmen Jones （1954年）
- Southwest Passage （1954年）
- USタイガー攻撃隊 An Annapolis Story （1955年）
- 軍法会議 The Court-Martial of Billy Mitchell （1955年）
- 黄金の腕 The Man with the Golden Arm （1955年）
- 戦塵 The Bold and the Brave （1956年）
- 暴力の季節 Crime in the Streets （1956年）
- Hot Rod Girl （1956年）
- The Wild Party （1956年）
- The Careless Years （1957年）
- Eighteen and Anxious （1957年）
- Hell Ship Mutiny （1957年）
- スパニッシュ・アフェア Spanish Affair （1957年）
- 祖国への反逆!第5捕虜収容所 Time Limit （1957年）
- 手錠のまゝの脱獄 The Defiant Ones （1958年）
- 恐怖を売る男達 The Fearmakers （1958年）
- 或る殺人 Anatomy of a Murder （1959年）
- クリムゾン・キモノ The Crimson Kimono （1959年）
- 野獣部隊 Five Gates to Hell （1959年）
- 勝利なき戦い Pork Chop Hill （1959年）
- 栄光への脱出 Exodus （1960年）
- 賭場荒し Seven Thieves （1960年）
- The Right Approach （1961年）
- 野望の系列 Advise & Consent （1962年）
- 恐怖の岬 Cape Fear （1962年）
- ダイアモンド・ヘッド Diamond Head （1963年）
- ひとりぼっちのギャング Johnny Cool （1963年）
- 残虐療法 Shock Treatment （1964年）
- Brainstorm （1965年）
- ビキニマシン Dr. Goldfoot and the Bikini Machine （1965年）
- ダンディー少佐 Major Dundee （1965年）
- シーサイドの男 My Blood Runs Cold （1965年）
- ギロチンの二人 Two on a Guillotine （1965年）
- 殺しの逢びき An American Dream （1966年）
- ブルーライト作戦 I Deal in Danger （1966年）
- サイレンサー/殺人部隊 Murderers' Row （1966年）
- 招かれざる客 Guess Who's Coming to Dinner （1967年）
- 青春ダイナマイト Where Angels Go, Trouble Follows （1968年）
- サイレンサー/破壊部隊 The Wrecking Crew （1968年）
- ならず者たち The Desperados （1969年）
- クリスチーヌの性愛記 The Grasshopper （1970年）
- The Man in the Glass Booth （1975年）

### 短編映画
- Goof on the Roof （1953年）

### テレビ映画
- Evil Roy Slade （1972年）
- The Longest Night （1972年）
- 埋められた女 The Screaming Woman （1972年）

## 受賞
- 1959年 - 第31回アカデミー賞 - 撮影賞（『手錠のまゝの脱獄』）[4]